# به‌خاطر موسیقی سپاسگزارم (کلکسیون جعبه‌ای)
| بررسی انتقادی            | بررسی انتقادی |
| منبع                     | رتبه‌بندی      |
| ------------------------ | ------------- |
| آل‌میوزیک                 | [ ۱ ]         |
| دانشنامه موسیقی عامه‌پسند | [ ۲ ]         |

به‌خاطر موسیقی سپاسگزارم (انگلیسی: Thank You for the Music) یک کلکسیون جعبه‌ای از ترانه‌های ابرگروه سوئدی موسیقی پاپ آبا است که در ۳۱ اکتبر ۱۹۹۴ منتشر شد.

## فهرست ترانه‌ها
تمامی ترانه‌ها توسط بنی آندِشون و بیورن اولویوس نوشته‌شده، مگر آنهایی که نام دیگری برایشان ذکر شده‌است.

### دیسک ۱
| شماره | نام                                                            | نویسنده(ها)                                                 | مدت  |
| ----- | -------------------------------------------------------------- | ----------------------------------------------------------- | ---- |
| ۱.    | «آدمیزاد نیازمند عشق است» (روی صفحه، پولار پی‌اواس ۱۱۵۶)        |                                                             | ۲:۴۶ |
| ۲.    | «شهری دیگر، قطاری دیگر» (رینگ رینگ)                            |                                                             | ۳:۱۳ |
| ۳.    | «او برادر توست» (روی صفحه، پولار پی‌اواس ۱۱۶۸)                  |                                                             | ۳:۱۹ |
| ۴.    | «عاشقی آسان نیست (اما یقیناً به‌قدر کافی دشوار است)» (رینگ رینگ) |                                                             | ۲:۵۵ |
| ۵.    | «رینگ رینگ» (روی صفحه، پولار پی‌اواس ۱۱۷۲)                      | استیگ آندِشون، بنی آندِشون، بیورن اولویوس، نیل سداکا، فیل کُدی | ۳:۰۲ |
| ۶.    | «واترلو» (روی صفحه، پولار پی‌اواس ۱۱۸۷)                         | استیگ آندِشون، بنی آندِشون، بیورن اولویوس                     | ۲:۴۴ |
| ۷.    | «خدا نگهدار» (واترلو)                                          | استیگ آندِشون، بنی آندِشون، بیورن اولویوس                     | ۳:۰۹ |
| ۸.    | «هانی، هانی» (واترلو)                                          | استیگ آندِشون، بنی آندِشون، بیورن اولویوس                     | ۲:۵۶ |
| ۹.    | «برقص (تا موقعی که موسیقی برقراره)» (واترلو)                   |                                                             | ۳:۱۲ |
| ۱۰.   | «خداحافظ» (روی صفحه، پولار پی‌اواس ۱۱۹۵)                        |                                                             | ۳:۰۵ |
| ۱۱.   | «چشم‌به‌راهت بوده‌ام» (پشتِ صفحه، پولار پی‌اواس ۱۱۹۵)               | استیگ آندِشون، بنی آندِشون، بیورن اولویوس                     | ۳:۳۸ |
| ۱۲.   | «دارم، دارم، دارم، دارم، دارم» (آبا)                           | استیگ آندِشون، بنی آندِشون، بیورن اولویوس                     | ۳:۱۷ |
| ۱۳.   | «اس‌اواس» (آبا)                                                 | استیگ آندِشون، بنی آندِشون، بیورن اولویوس                     | ۳:۲۱ |
| ۱۴.   | «ماما میا» (آبا)                                               | استیگ آندِشون، بنی آندِشون، بیورن اولویوس                     | ۳:۳۲ |
| ۱۵.   | «فرناندو» (روی صفحه، پولار پی‌اواس ۱۲۲۴)                        | استیگ آندِشون، بنی آندِشون، بیورن اولویوس                     | ۴:۱۲ |
| ۱۶.   | «ملکه رقصان» (روی صفحه، پولار پی‌اواس ۱۲۲۵)                     | استیگ آندِشون، بنی آندِشون، بیورن اولویوس                     | ۳:۵۰ |
| ۱۷.   | «من آنم» (پشتِ صفحه، پولار پی‌اواس ۱۲۲۵)                         | استیگ آندِشون، بنی آندِشون، بیورن اولویوس                     | ۳:۱۶ |
| ۱۸.   | «وقتی معلم را بوسیدم» (ورود)                                   |                                                             | ۳:۰۱ |
| ۱۹.   | «پول، پول، پول» (ورود)                                         |                                                             | ۳:۰۸ |
| ۲۰.   | «دنیای دیوانه» (پشتِ صفحه، پولار پی‌اواس ۱۲۲۷)                   |                                                             | ۳:۴۹ |
| ۲۱.   | «عشق من، زندگی من» (ورود)                                      | استیگ آندِشون، بنی آندِشون، بیورن اولویوس                     | ۳:۵۳ |

- آهنگ‌های ۱ تا ۵ در اصل به نام هر چهار نفر یعنی بیورن، بنی، آنگنیه‌تا و آنی-فرید نسبت داده شده داشت.

### دیسک ۲
| شماره | نام | نویسنده(ها)                             | مدت  |
| ----- | --- | --------------------------------------- | ---- |
| ۱.    | «شناختن خودم، شناختن تو» (ورود)                                                                                   | استیگ آندِشون، بنی آندِشون، بیورن اولویوس | ۴:۰۲ |
| ۲.    | «هاوایی شادمان» (پشتِ صفحه، پولار پی‌اواس ۱۲۳۰)                                                                     | استیگ آندِشون، بنی آندِشون، بیورن اولویوس | ۴:۲۴ |
| ۳.    | «هدف اساسی» (نسخهٔ تبلیغاتی برای آمریکا؛ پشتِ صفحه، آتلانتیک ۳۴۴۹؛ نسخهٔ کامل در آلبوم آبا: آلبوم منتشر شد.)         | استیگ آندِشون، بنی آندِشون، بیورن اولویوس | ۳:۵۷ |
| ۴.    | «مانده‌ام که آیا (کوچ) (زنده)» (پشتِ صفحه، پولار پی‌اواس ۱۲۳۴)                                                       | استیگ آندِشون، بنی آندِشون، بیورن اولویوس | ۴:۲۶ |
| ۵.    | «عقاب» (آبا: آلبوم)                                                                                               |                                         | ۵:۴۹ |
| ۶.    | «شانست را با من امتحان کن» (آبا: آلبوم)                                                                           |                                         | ۴:۰۳ |
| ۷.    | «به‌خاطر موسیقی سپاسگزارم» (آبا: آلبوم)                                                                            |                                         | ۳:۴۹ |
| ۸.    | «شهر شب تابستانی» (نسخهٔ کامل؛ پیشتر منتشر نشده بود)                                                               |                                         | ۴:۱۴ |
| ۹.    | «چیکیتیتا» (روی صفحه، پولار پی‌اواس ۱۲۴۴)                                                                          |                                         | ۵:۲۶ |
| ۱۰.   | «نور عشق» (میکس جایگزین؛ باز هم آبا گلد: ترانه‌های پرطرفدار بیشتر از آبا، نسخه اصلی در انتشار مجدد ۱۹۹۹ ارائه شد.) |                                         | ۳:۱۹ |
| ۱۱.   | «مادرت می‌داند؟» (آیا می‌خواهی)                                                                                     |                                         | ۳:۱۵ |
| ۱۲.   | «آیا می‌خواهی» (نسخهٔ ویرایش‌شده؛ آبا گلد، نسخه اصلی در انتشار مجدد ۱۹۹۹ ارائه شد.)                                  |                                         | ۴:۱۹ |
| ۱۳.   | «چشمان بی‌گناه زیبا» (آیا می‌خواهی)                                                                                 |                                         | ۴:۱۸ |
| ۱۴.   | «بده! بده! بده! (مردی را پس از نیمه‌شب)» (روی صفحه، پولار پی‌اواس ۱۲۵۶، موسیقی سریع‌تر از نسخهٔ کامل تمام می‌شود)      |                                         | ۴:۴۸ |
| ۱۵.   | «رؤیایی دارم (ترانه)» (ورود)                                                                                      |                                         | ۴:۴۴ |

### دیسک ۳
| شماره | نام                                                       | مدت  |
| ----- | --------------------------------------------------------- | ---- |
| ۱.    | «همه‌چیز به برنده تعلق دارد» (روی صفحه، پولار پی‌اواس ۱۲۷۴) | ۴:۵۴ |
| ۲.    | «اِلِـین» (پشت صفحه، پولار پی‌اواس ۱۲۷۴)                     | ۳:۴۶ |
| ۳.    | «سوپر تروپر» (سوپر تروپر)                                 | ۴:۱۳ |
| ۴.    | «تمام عشقت را تقدیم من کن» (سوپر تروپر)                   | ۴:۳۳ |
| ۵.    | «حالا حالاها» (سوپر تروپر)                                | ۳:۳۹ |
| ۶.    | «آخرین تابستانمان» (سوپر تروپر)                           | ۴:۱۸ |
| ۷.    | «مرام دوستان قدیمی» (سوپر تروپر)                          | ۲:۵۳ |
| ۸.    | «دیدارکنندگان» (دیدارکنندگان)                             | ۵:۴۸ |
| ۹.    | «یکی از ما» (دیدارکنندگان)                                | ۳:۵۷ |
| ۱۰.   | «بخندم یا گریه کنم» (پشت صفحه، پولار پی‌اواس ۱۲۹۱)         | ۴:۲۷ |
| ۱۱.   | «پرتوان و باشتاب» (دیدارکنندگان)                          | ۳:۴۶ |
| ۱۲.   | «وقتی همه تلاشمان را کردیم» (دیدارکنندگان)                | ۳:۱۵ |
| ۱۳.   | «چون فرشته‌ای که از اتاقم می‌گذرد» (دیدارکنندگان)           | ۳:۳۶ |
| ۱۴.   | «روز پیش از آشنایی با تو» (روی صفحه، پولار پی‌اواس ۱۳۱۸)   | ۵:۴۹ |
| ۱۵.   | «کاساندرا» (پشت صفحه، پولار پی‌اواس ۱۳۱۸)                  | ۴:۵۰ |
| ۱۶.   | «تحت حمله» (تک‌آهنگ‌ها: ده سال نخست)                        | ۳:۴۴ |

### دیسک ۴
| شماره | نام | نویسنده(ها)                                                   | مدت   |
| ----- | --- | ------------------------------------------------------------- | ----- |
| ۱.    | «کلاه سفیدت را بر سر بگذار» (بخش‌های حذف‌شده از آلبوم سوپر تروپر؛ پیش‌تر منتشر نشده بود.) |                                                               | ۴:۲۷  |
| ۲.    | «دنیای رؤیایی» (بخش‌های حذف‌شده از آلبوم آیا می‌خواهی، پیش‌تر منتشر نشده بود.) |                                                               | ۳:۳۶  |
| ۳.    | «به‌خاطر موسیقی سپاسگزارم» (دوریس دی/نسخهٔ اولیه؛ پیش‌تر منتشر نشده بود.) |                                                               | ۴:۰۳  |
| ۴.    | «سلام پیرمرد!» (در اصل متعلق به آلبوم سوئدی خوشبختی است و سازنده‌اش بیورن و بنی هستند، این ترانه پیش از به‌وجو آمدن آبا ساخته شده و به‌دلیل داشتن خوانندگی پس‌زمینه توسط آنگنیه‌تا و آنی-فرید قابل توجه است.) |                                                               | ۳:۲۱  |
| ۵.    | «چرخ گردان» (پشتِ صفحه، پولار پی‌اواس ۱۱۵۶) |                                                               | ۳:۲۰  |
| ۶.    | «سانتا رُزا» (پشتِ صفحه، پولار پی‌اواس ۱۱۶۸) |                                                               | ۳:۰۱  |
| ۷.    | «این همان دختر مورد علاقه من است» (این ترانه در اصل برای فیلم سافت پرون سوئدی «اینیا ۲: اغوای اینیا» و توسط بیورن و بنی نوشته شده‌است و بعدها در آلبوم رینگ رینگ منتشر شد.) |                                                               | ۲:۴۴  |
| ۸.    | «آهنگ مختلط: یک گلوله پنبه بچین/بر فراز کوه اولد اسموکی/قطار میدنایت اسپشیال» (ستاره‌ها در برنامهٔ نشانهٔ یک ستارهٔ خوب) | سنتی؛ تنظیم‌کنندهٔ آنها بیورن و بنی بودند                       | ۴:۲۱  |
| ۹.    | «یکی به من بدهکاری» (پشتِ صفحه، پولار پی‌اواس ۱۳۲۱) |                                                               | ۳:۲۵  |
| ۱۰.   | «از کف می‌دهم / من و خودم» (اجرای زندهٔ در ویژه‌برنامهٔ دیک کویت با آبا دیدار می‌کند، ۱۹۸۱؛ پیش‌تر منتشر نشده بود.) |                                                               | ۸:۳۷  |
| ۱۱.   | «آبا، حذف‌نشده: دلقک بزدل / شهر شب تابستانی (نسخهٔ اولیه) / شانست را با من امتحان کن (نسخهٔ بی‌کلام اولیه) / عزیزم (نسخهٔ اولیهٔ «سرخوشم کن») / تنها یک خیال / ریکی راک اند رولر / سوزاندن پل‌های پشت سرم / فرناندو (نسخهٔ سوئدی اولیه اجراشده توسط آنی-فرید) / روبی جیمی وارد می‌شود / هملت ۳ قسمت اول و دوم / آزاد و رها همچون زنبور گرده‌افشان / رابربال من / گریه به‌خاطر تو / دقیقاً همونطوری / اهدای اندکی بیش» (بخش‌های حذف‌شده از یک ترانه مختلط؛ پیش‌تر منتشر نشده بود.) | استیگ آندِشون، بنی آندِشون، بیورن اولویوس                       | ۲۳:۳۰ |
| ۱۲.   | «واترلو» (نسخهٔ مختلط فرانسوی/سوئدی؛ هر دو ترانه پیش‌تر جداگانه منتشر شده بودند) | استیگ آندِشون، بنی آندِشون، بیورن اولویوس، آلن بوبلیل           | ۲:۴۰  |
| ۱۳.   | «رینگ رینگ» (نسخه‌های سوئدی/اسپانیایی/آلمانی؛ نسخه‌های سوئدی و آلمانی پیش‌تر به‌صورت تک‌آهنگ منتشر شده بودند، در حالی که نسخهٔ اسپانیایی نخستین بار در سال ۱۹۹۳ در آلبوم گردآوری‌شده باز هم طلا: ترانه‌های پرطرفدار بیشتر از آبا منتشر شد.) | استیگ آندِشون، بنی آندِشون، بیورن اولویوس، دوریس باند، پیتر لاخ | ۴:۲۱  |
| ۱۴.   | «هانی، هانی» (نسخهٔ سوئدی، پشتِ صفحه، پولار پی‌اواس ۱۱۸۶) | استیگ آندِشون، بنی آندِشون، بیورن اولویوس                       | ۲:۵۷  |